# Теймурташ, Абдольхусейн
Абдольхусейн Теймурташ (перс. عبدالحسین تیمورتاش‎) (1883, Боджнурд, Персия — 3 октября 1933, Тегеран) — персидский государственный деятель, реформатор. Известен также под именами Сердар Моаззиз аль-Малик (перс. سردار معززالملک‎) и Сердар Моаззам Хорасани (перс. سردار معظم خراسانی‎). Был первым придворным министром династии Пехлеви с 1925 по 1933 год, в переходе к которой сыграл немаловажную роль, и принимал участие в создании основ современного Ирана в XX веке. Будучи визирем Резы-хана стал фигурой второго ранга в новой династии и последовательно занимал многие важные военные и политические должности.
Как отмечали самые ранние историки жизни Теймурташа, «будучи одним из самых образованных культурно и интеллектуально граждан Персии своего времени был сторонником внедрения западных ценностей в свою страну». Он стал одним из главных архитекторов династии Пехлеви, которая стала последней в истории Ирана. Неоднократно помогал Резе Пехлеви в проведении светских реформ в стране и формулировал внешнюю политику новой династии, играя ведущую роль в переговорах и разного рода коммерческих соглашениях с мировыми державами, в частности, с Великобританией, США, Францией и СССР. Считается, что Теймурташ внёс большой вклад в формирование образовательных и культурных тенденций в Иране, что в определенной степени изменило его социальный ландшафт.

## Ранние годы
Родился в 1883 году в семье тюрко-татарского происхождения (теймурташ — племя, входящее в состав хорасанских тюрок) в Нардине, деревне, которая в то время принадлежала провинции Хорасан. Его отец, Каримдад Хан Нардини, был крупным землевладельцем в этом районе и имел обширные земельные владения по всей провинции, которая граничила на севере с тогдашней Российской империей. В 11 лет Абдольхусейн был отправлен на обучение в Санкт-Петербург, где зачислен кавалерийским юнкером в Николаевскую императорскую военную академию, служившую военной академией для сыновей русской аристократии. В учебной программе школы в основном преобладали военные и административные предметы. В Санкт-Петербурге он научился свободно говорить на русском, французском и немецком языках. Его одиннадцатилетнее пребывание в России также привело к тому, что на всю жизнь он увлёкся русской и французской литературой, что привело к тому, что по возвращении в Иран он стал первым, кто перевёл на персидский язык литературные произведения Михаила Лермонтова и Ивана Тургенева.
По возвращении в Иран Теймурташ поступил на работу в Министерство иностранных дел и женился на каджарской принцессе Сорур Салтане. Он был ярым сторонником конституционализма и принимал активное участие в иранской конституционной революции. Пять раз был членом парламента Ирана, а также был губернатором провинции Гилян в 1919—1920 годах и губернатором провинции Керман в 1923—1924 годах. Во время его пребывания на посту губернатора Гиляна вспыхнуло восстание под руководством лидера социалистических повстанцев Мирзы Кучак-хана при активной поддержке СССР.
Выступал против англо-персидского соглашения 1919 года, подписанного министром иностранных дел Британской империи лордом Керзоном, затрагивающего права англо-персидской нефтяной компании в стране. Усилиями Теймурташа соглашение так и не было одобрено иранским парламентом.
В 1921 году в Тегеране произошёл государственный переворот под руководством журналиста и политика Зияэддина Табатабаи и казачьего офицера Реза-хана. Теймурташ участвовал в перевороте, который планировался в его собственной резиденции. В конце правления каджарского короля Ахмад Шаха Мирзы Теймурташ занимал пост министра юстиции в 1922 году в правительстве Хасана Пир-Ниа и министра торговли в 1923—1925 годах в правительстве Реза-хана. В 1924 году ввёл налог на чай и сахар для финансирования строительства Трансиранской железной дороги, которое было наконец завершено через двенадцать лет. Экономические выгоды от этой системы финансирования позволили Ирану завершить строительство железной дороги, полностью полагаясь на внутренний капитал.

## Во времена династии Пехлеви
Теймурташ поддержал приход к власти Резы Пехлеви и поэтому на протяжении всей своей жизни использовался будущим шахом в качестве советника. Он сыграл важную роль в переходе от династии Каджаров к династии Пехлеви благодаря своей работе в парламенте (вместе с Али Акбаром Даваром), чтобы добиться назначения Резы Пехлеви военным министром, а затем шахом. После коронации Резы Пехлеви в 1925 году он был назначен министром двора. Будучи министром двора (должность, наиболее схожая с должностью бывшего великого визиря), он имел большое влияние на политику и социальное развитие страны.
Среди первых дел Теймурташа после вступления в должность министра суда была поездка в СССР в 1926 году с двухмесячным визитом. Страны заключили ряд коммерческих соглашений, которые помогли предотвратить прежнее доминирование Великобритании в экономике Ирана. Теймурташ также усердно работал над развитием экономических связей с другими промышленно развитыми странами, такими как США и Германия. В 1927 году основал социально прогрессивную националистическую партию Ḥezb-e Irān-e Now, целью которой была борьба с политическими фракциями, выступавшими против современной и светской программы реформ государства. Партия просуществовала недолго, но он оставался интеллектуальным лидером иранских реформистов до своей смерти.
В 1929 году Теймурташ официально поручил Исе Садику составить план основания первого современного университета страны, что пять лет спустя привело к созданию Тегеранского университета.
В длительных переговорах с Англо-Персидской нефтяной компанией, проходивших в Тегеране, Лозанне, Лондоне и Париже между Теймурташем и председателем нефтяной компании Джоном Кадманом с 1928 по 1932 год, Иран требовал пересмотра условий предоставления ему 25 % от общего количества акций компании. Когда переговоры сорвались, вмешался Реза Пехлеви. Правительство Ирана уведомило компанию о намерении приостановить переговоры, если нефтяная концессия Уильяма Нокса не будет отозвана. В 1933 году Реза Пехлеви уволил Теймурташа после полного провала переговоров. Он был арестован. По слухам, он вступил в секретные переговоры с англо-персидской нефтяной компанией, но настоящей причиной, вероятно, было британское давление на иранское правительство.
Другой возможной причиной ареста было разоблачение Теймурташа как платного агента СССР, произведённое бежавшим 1 января 1928 года из СССР в Иран секретарём Сталина Б. Г. Бажановым.
Здоровье Теймурташа ухудшилось в тюрьме Каср, где он умер в октябре 1933 года.

## Наследие
Сыграл важную роль в переходе власти от династии Каджаров к династии Пехлеви.
В 1920-е годы Теймурташ, помимо различных политических занятий, много времени уделял своим литературным и культурным интересам. У него были давние дружеские отношения с некоторыми ведущими интеллектуалами и писателями Ирана. Он был избран в редакцию литературного журнала Dāneshkadeh («Дом знаний»), основанного Мохаммадом-Таки Бахаром. Он регулярно публиковал в журнале свои статьи, а также переводил эссе с европейских языков.
В качестве министра двора он обеспечил правительственные средства, которые позволили литературоведу Мохаммаду Казвини осуществить крупномасштабный проект по картированию и копированию персидских рукописей в коллекциях европейских библиотек. Казвини провел несколько лет в библиотеках Лондона, Парижа, Ленинграда, Берлина и Каира, каталогизируя и копируя редкие персидские рукописи, которые он отправил в Тегеран и предоставил иранским учёным.
Теймурташ был одним из основателей Национальной организации культурного наследия Ирана, целью которой была поддержка археологической деятельности, строительство мавзолеев в честь деятелей классической культуры страны, а также создание музеев и библиотек. Он также оказывал поддержку и защиту уязвимым писателям, в том числе Ахмаду Кесреви (преследуемому исламистами) и Мохаммаду Фаррохи Язди (который смог вернуться из ссылки в Германии), чтобы они могли безопасно продолжать свои произведения в Иране.
Своей деятельностью способствовал развитию персидской государственности.